# Новоганнівська сільська рада
Новоганнівська сільська рада — сільська рада у Краснодонському районі Луганської області з адміністративним центром у селі Новоганнівка.
Сільській раді підпорядковані також села Андріївка і Красне.
Адреса сільської ради: 94470, Луганська обл., Краснодонський р-н, с. Новоганнівка, вул. Радянська, 34.

## Населені пункти
Населені пункти, що відносяться до Новоганнівської сільської ради.
| № | Назва        | Тип  | Рік заснування | Площа км² | Населення (2001), ос. |
| - | ------------ | ---- | -------------- | --------- | --------------------- |
| 1 | Новоганнівка | село | 1880           | 1,055     | 1471                  |
| 2 | Андріївка    | село | 1950           | 2,2       | 13                    |
| 3 | Красне       | село | 1720           | 3,002     | 516                   |

## Керівний склад попередніх скликань
| ПІБ                         | Основні відомості                                                                       | Дата обрання | Дата звільнення |
| --------------------------- | --------------------------------------------------------------------------------------- | ------------ | --------------- |
| Нощенко Ольга Олександрівна | Сільський голова, 1960 року народження, освіта середня спеціальна, член Партії регіонів | 31.10.2010   |                 |
| Хоружий Володимир Іванович  | Сільський голова, 1957 року народження, освіта, член Партії регіонів                    | 26.03.2006   | 31.10.2010      |

Примітка: таблиця складена за даними джерела 